# Nemosoma elongatum
Nemosoma elongatum is een keversoort uit de familie schorsknaagkevers (Trogossitidae). De wetenschappelijke naam van de soort werd in 1761 gepubliceerd door Carl Linnaeus.